# 11e brigade d'assaut aéroporté de la Garde
Pour les articles homonymes, voir 11e brigade.
La 11e brigade d'assaut aéroporté de la Garde (russe : 11-я отдельная гвардейская десантно-штурмовая бригада) est une brigade aéroportée des troupes aéroportées russes, actuellement basée à Sosnovy Bor près d'Oulan-Oudé, en Bouriatie. La brigade est formée pour la première fois en 1968 à Mogotcha sous le nom de 11e brigade aéroportée et deux de ses régiments d'hélicoptères prennent part à la guerre soviéto-afghane. En 1971, elle devient la 11e brigade d'assaut aérien. En 1988, elle redevient une brigade aéroportée, puis déménage à Oulan-Oudé en mai 1993. Elle devient une brigade d'assaut aérien en 1998 et reçoit le titre honorifique « de la Garde » en 2015.

## Historique
La brigade est formée en tant que 11e brigade aéroportée le 1er août 1968 à Mogotcha. Avec la 13e brigade aéroportée, c'est la première des nombreuses brigades d'assaut aérien soviétiques formées pendant la guerre froide. L'unité est formée à partir du 1er bataillon du 113e régiment de fusiliers motorisés de la Garde de la 38e division de fusiliers motorisés de la Garde, rebaptisé 617e bataillon d'assaut aéroporté. Le 696e régiment d'hélicoptères, la 656e compagnie de communication et la 49e compagnie de soutien technique aérien se regroupent pour former le 211e groupe d'aviation. Les 618e et 619e bataillons d'assaut aéroportés sont formés à partir de deux bataillons de la 52e division de fusiliers motorisés à Nijneoudinsk. Le 284e bataillon d'artillerie est formé à Mogotcha au cours du même mois. Les 617e, 618e et 619e bataillons d'assaut aéroportés (OVChB) deviennent des bataillons d'assaut aérien (ODChB) en avril 1969. En juillet 1971, elle est rebaptisée 11e brigade d'assaut et de débarquement (assaut aérien ; ODChBr).
Entre 1981 et 1987, les équipages des 307e et 329e régiments d'hélicoptères de la brigade participent à la guerre soviéto-afghane attachés au 280e régiment d'hélicoptères sur une base de rotation d'un an. Le 8 décembre 1987, la brigade reçoit le fanion du ministère de la Défense « pour courage et bravoure » pour ses performances lors d'exercices dans l'Arctique. À la suite d'une directive du ministère de la Défense soviétique, la brigade devient la 11e brigade aéroportée et ses bataillons sont renumérotés en 1er, 2e et 3e bataillons de parachutistes de ligne (PDB) en 1988. En mai 1993, la brigade est transférée à Oulan-Oudé. La brigade forme le 226e escadron d'aviation de transport militaire en décembre 1994. Le 80e bataillon blindé est ajouté à la brigade et les 1er et 2e bataillons de parachutistes de ligne deviennent les 498e et 499e bataillons aéroportés équipés de véhicules de combat d'infanterie BMP-2 en juillet 1995. Le 712e bataillon d'artillerie d'obusiers de la Garde devient également une partie de la brigade pendant cette période. En février 1996, le 500e bataillon aéroporté est formé à partir du 3e bataillon de parachutistes de ligne. Le 226e escadron d'aviation de transport militaire est dissous en décembre, puis le 80e bataillon blindé en août 1997. Le 1er mai 1998, la brigade est nouveau rebaptisée 11e brigade d'assaut aérien.

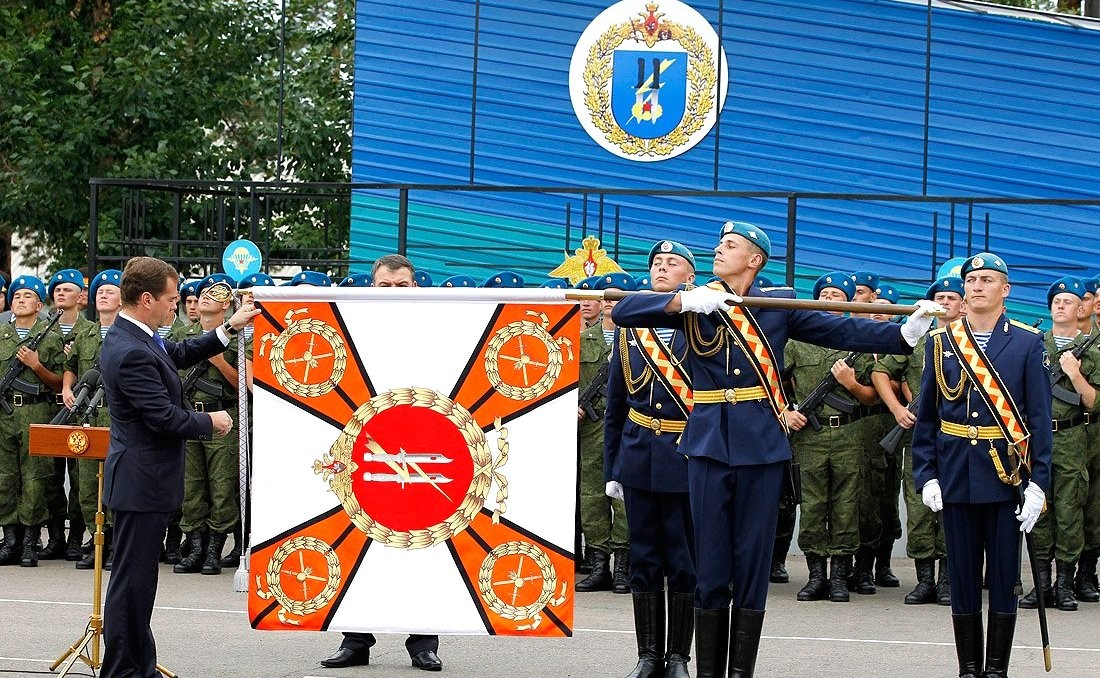
Dmitri Medvedev présentant un nouveau drapeau aux soldats de la 11e brigade aéroportée.

Le 500e bataillon aéroporté de la brigade est dissous en 2006. Lors des exercices Vostok 2010, la brigade fait preuve de compétence militaire, pour laquelle elle reçoit le fanion « pour la vaillance militaire » du ministère de la Défense. Au cours de la même année, la brigade est intégrée à la 36e armée. La brigade reçoit un nouveau drapeau par Dmitri Medvedev le 24 août 2011 et devient une partie des troupes aéroportées russes en décembre 2013. Le 25 mars 2015, elle reçoit le titre honorifique « de la Garde »,.
En janvier 2022, des éléments de la brigade auraient été déployés en Biélorussie dans le cadre de la crise ukrainienne. Elle est ensuite déployée dans l'invasion ultérieure de l'Ukraine.
Lors de l'invasion de l'Ukraine par la Russie, certains membres de la 11e brigade d'assaut aéroporté de la Garde — le capitaine Mikhoïev et le caporal Kassatkine — sont capturés comme prisonniers de guerre par les forces de défense ukrainiennes. Le 7 mars, l'armée ukrainienne affirme avoir tué le lieutenant-colonel Denis Glebov, commandant adjoint de la brigade, ayant opéré à Tchouhouïv près de Kharkiv.

## Structure

### Actuel
La brigade d'assaut aérien russe se compose actuellement de:
- Quartier général de la brigade
- Bataillon aéroporté
- 1er bataillon d'assaut aérien
- 2e bataillon d'assaut aérien
- Bataillon d'artillerie d'obusiers (122 mm D-30)
- Batterie de missiles anti-aériens / artillerie
- Batterie de missiles antichars
- Bataillon de reconnaissance
- Compagnie à vocation spéciale
- Compagnie de fusiliers (tireurs d'élite)
- Compagnie de contrôle
- Compagnie d'ingénierie
- Compagnie d'assistance au débarquement
- Peloton de défense NRBC
- Compagnie d'entretien
- Compagnie de soutien matériel
- Compagnie médicale
- Peloton du commandant
- Compagnie blindée

### Historique
Les bataillons ont été renumérotés en 1996 et de 1996 à 2006, la brigade comprenait les 498e, 499e et 500e bataillons. Le 500e bataillon a été dissous en 2006.
- 498e bataillon aéroporté
- 499e bataillon aéroporté

## Commandants
- Colonel Youri Ivanovitch Douk (1968-1972)
- Major général Valentine Aleksandrovitch Chmelyov (1972 - 1979)
- Colonel Ivan Vassilievitch Kolesnikov (1979-1983)
- Colonel Albert Grigorievitch Bondar (1983-1986)
- Colonel Moukhamed Toutchevitch Batyrov (1986-1989)
- Colonel Anatoli Petrovitch Kachanov (1989 - 1991)
- Colonel Viatcheslav Nikolaïevitch Borissov (1991-1995)
- Colonel Vassili Mikhaïlovitch Malyk (1995-1998)
- Colonel Vladimir Evguenievitch Voronkov (1998-2000)
- Colonel Nikolaï Nikolaevitch Gordeïev (2000-2002)
- Colonel Andreï Evguenievitch Khoptyar (2002-2005)
- Colonel Vitali Aleksandrovitch Broniouk (2005-2012)
- Gardes colonel Mikhaïl Nikolaevitch Ougoliov (2012-2013)
- Colonel Oleg Iourievitch Mitiaïev (2013-2015)
- Colonel Rouslan Leontyevitch Evkodimov (2015-2020)
- Colonel Denis Chishov (2020-2022)